# Petre Ceapura
Petre Ceapura (født 12. juli 1942 i Jurilovca, Rumænien) er en rumænsk tidligere roer.
Ceapura var en del af den rumænske toer med styrmand, der vandt bronze ved OL 1972 i München. Ștefan Tudor og styrmand Ladislau Lovrenschi udgjorde bådens øvrige besætning. Rumænerne sikrede sig bronzemedaljen efter en finale, hvor Østtyskland vandt guld, mens Tjekkoslovakiet fik sølv. Han deltog også ved både OL 1968 i Mexico City og OL 1980 i Moskva.
Ceapura, Tudor og Lovrenschi vandt desuden en VM-guldmedalje i toer med styrmand ved VM 1970 i Canada.

## OL-medaljer
- 1972:  Bronze i toer med styrmand